# Menzelen
Menzelen, bis 1969 eine eigenständige Gemeinde zuletzt im Amt Alpen-Veen und dem Kreis Moers, ist heute ein Ortsteil und eine der vier amtlichen Ortschaften der nordrhein-westfälischen Gemeinde Alpen im Kreis Wesel. Die Ortschaft gliedert sich in Menzelen Ost und Menzelen West. Zu ihr gehören des Weiteren die Ortsteile Rill und Bönning.

## Lage
Menzelen liegt 5 km nördlich vom Kernort Alpen. Der Rhein fließt in 4 km Entfernung östlich, und die Bundesautobahn 57 verläuft südlich in 6 km Entfernung.

## Geschichte
Die erste gesicherte Erwähnung Menzelens datiert auf das Jahr 1074 und ist in einer schriftlichen Urkunde des Erzbischofs Anno II. von Köln zu finden. Die älteste Namensform für Menzelen ist hier Masenzel. 1290 wurde in einer Urkunde des Xantener Domstifts die Pfarrkirche in Menzelen erstmals erwähnt. Ein Taufstein, der heute in der im 15. Jahrhundert erbauten St.-Walburgis-Kirche steht, stammt aus der Zeit um 1250. Die Vogtei Menzelen gelangte 1388 an die Erzbischöfe von Köln; seitdem gehörte Menzelen zum Amt Rheinberg. 1662 wurde erstmals eine Schule in Menzelen Ost erwähnt. Das Gebäude, in dem die heutige Grundschule – nach der Schließung der Grundschule in Menzelen West 1974 die einzige Schule in Menzelen – untergebracht ist, wurde vor 1870 als ein Schulhaus mit Lehrerwohnung erbaut. Am 1. Juli 1969 kommt es im Rahmen der ersten Phase der Neugliederung in Nordrhein-Westfalen mit dem Gesetz zur Neugliederung von Gemeinden des Landkreises Moers zum Zusammenschluss der Gemeinden Alpen, Menzelen und Veen zur Gemeinde Alpen.

### Bevölkerungsentwicklung
- 1954: 2552
- 1961: 2880[4]
- 1969: 3046
- 2010: 4068
- 2016: 4100 (Stand 7. April 2016)[5]
- 2023: 3954

## Politik

### Wappen, Siegel und Banner
Die Gemeinde Menzelen führte bis zu ihrer Eingemeindung ein Wappen, ein Siegel sowie eine Banner. Das Wappen wurde der ehemaligen Gemeinde Menzelen am 11. Dezember 1962 verliehen. Zur selben Zeit dürften auch die anderen Hoheitszeichen genehmigt worden sein.

Wappen

Wappen Blasonierung: In silbernem (weißem) Schild ein schwarzes Kreuz, belegt mit einer goldenen (gelben) Krone über einem aufrechten goldenen (gelben) Zepter. 
Bedeutung: Menzelen war früher kurkölnischer Besitz, der vom Amtmann zu Rheinberg verwaltet wurde. Darum zeigt das Wappen das schwarze Kreuz in Silber, das Wappen des Erzbistums Köln. Krone und Zepter sind die Attribute der heiligen Walburgis, die aus königlichem Geblüt stammte. Sie ist die Schutzpatronin der Kirche zu Menzelen.
Siegel Das Siegel der ehemaligen Gemeinde Menzelen basiert auf dem Wappen Menzelens und ist mit dem Schriftzug „Gemeinde Menzelen“ umrundet.
Banner Das Banner der ehemaligen Gemeinde Menzelen gleicht dem Wappen: Es ist ein schwarzes Kreuz auf weißem Tuch, welches sich beim Banner etwas über der Mitte kreuzt. Über dem Kreuz liegt dasselbe gelbe Zepter mit Krone wie im Wappen.

## Bildung und Sport
Menzelen verfügt über eine Grundschule.  Der SV Menzelen 1925 bietet verschiedene Sportarten an. Daneben gibt es den Bürgerschützenverein Menzelenerheide 1879, die Schützenbruderschaft Menzelen-Ost und den Menzelener-Modell-Club 1976.

## Verkehr
Am Ostrand des Ortsteils Menzelen-West durchquert die Bundesstraße 57 (Kleve – Rheinberg) das Gebiet. Mit den Buslinien 65 und 67 von DB Bahn Rheinlandbus besteht eine Nahverkehrsverbindung nach Alpen, Xanten, Rheinberg und Wesel.
Menzelen verfügte darüber hinaus über vier Bahnhöfe an drei verschiedenen Strecken. Der erste Bahnhof ging 1874 an der Strecke Haltern – Venlo in Betrieb. Dieser Bahnhof wurde 1908 durch die Bahnhöfe Menzelen Ost und Menzelen West ersetzt. Letzterer ging 1904 als Haltepunkt an der Strecke Rheinhausen – Kleve in Betrieb und wurde 1908 zum Turmbahnhof ausgebaut. Ein weiterer Bahnhof befand sich nördlich von Menzelen an der Strecke Büderich – Gennep – Boxtel, dieser Bahnhof Menzelen-Ginderich war von 1902 bis 1945 in Betrieb. Die Bahnhöfe Ost und West (tief) wurden bis 1960 im Personenverkehr bedient, der obere Teil des Westbahnhofs wurde 1978 aufgelassen. Seither ist Menzelen West ausschließlich Güterbahnhof.